# Achille Costa
Achille Costa, född den 10 augusti 1823 i Lecce, död den 17 november 1899 i Rom var en italiensk entomolog och direktör för Museo di zoologia di Napoli (Neapels zoologiska museum). Han startade de entomologiska samlingarna i Neapel och beskrev många nya arter. Han bidrog stort till den entomologiska utforskningen av södra Italien och de italienska öarna under 1800-talets andra hälft.
Han var son till Oronzio Gabriele Costa och bror till Giuseppe Costa, båda även de zoologer.